# 代数多様体の函数体
代数幾何学では、代数多様体 V の函数体(function field)は、V 上の有理函数と解釈される対象から構成される。古典的な代数幾何学では、函数体は多項式の比であり、複素代数幾何学(complex algebraic geometry)では、函数体は有理型函数とその高次元類似である。現代の代数幾何学では、函数体は環の商体の元である。

## 複素多様体での定義
複素代数幾何学では、研究対象は複素解析多様体(analytic varieties)であり、その上の局所概念は複素解析で、複素解析を通して有理型函数を定義することもある。従って、代数多様体の函数体は、代数多様体の上のすべての有理型函数の集合である。（すべての有理型函数のように、これらは C∪{∞} に値を持つ。）函数の加法と乗法の操作とともに、函数体は代数の意味で体である。
複素数 P1 上の多様体であるリーマン面に対し、大域的有理型函数はまさに有理函数である（つまり、複素多項式の比である）。

## 代数幾何学での構成
古典代数幾何学では、第二の視点を一般化している。上記のリーマン球に対して、大域的には定義されていないが、多項式の考え方はアフィン空間の座標の観点からは単純で、球の北極点を除く全ての複素平面から構成される。一般的な多様体 V に対し、開アフィン部分集合 U 上の有理函数は、U のアフィン座標環で 2つの多項式の比として定義され、V 全体での有理函数が開アフィン集合の交叉上で一致するような局所データからなっているということができる。そのような部分集合全体は稠密であるので、V 上の有理函数を任意の開集合のアフィン座標の上で定義された商体と定義する。

## 任意のスキーム上への一般化
現代のスキーム論という最も一般的な設定の中では、上記の最後の視点を離れた点からの視点と考える。つまり、X を整なスキームとすると、全てのアフィン部分群 U は整域であるから、商体を持っている。さらに、これらは全て同じで、X の生成点(generic point)の局所環と全て等しいとすることができる。このように、X の函数体はまさに生成点の局所環である。この観点は、函数体 (スキーム論)へと発展した。Robin Hartshorne (1977) を参照。

## 函数体の幾何学
V を体 K 上の多様体とすると、函数体 K(V) は V が定義された基礎体 K 上の体の拡大である。体の拡大の超越次元(transcendence degree)は、多様体の次元(dimension)に等しい。K の有限生成である全ての拡大は、ある代数多様体からこの方法で生じる。これらの体拡大は K 上の代数函数体として知られている。
函数体にのみ依存する多様体 V の性質は、双有理幾何学で研究される。

## 例
K 上の一点の函数体は K である。
K 上のアフィン直線の函数体は、一変数の有理函数の体 K(t) である。これは射影直線(projective line)の函数体でもある。
方程式 {\displaystyle y^{2}=x^{5}+1} で定義されるアフィン平面曲線を考える。この函数体は、体 K(x,y) で、K 上の超越元であり、 {\displaystyle y^{2}=x^{5}+1} を満たす元 x と y により生成される。

## 参照項目
- 函数体 (スキーム論)：一般化
- 代数函数体
- カルティエ因子